# Bodenfeuchte
Ein Boden ist wassergesättigt, wenn alle Poren des Bodens mit Wasser gefüllt sind.
Ein Teil dieses Bodenwassers dringt als Sickerwasser in tiefere Zonen, während ein anderer Anteil, das Haftwasser, das gegen die Schwerkraft im Boden gehalten wird, die eigentliche Bodenfeuchte bildet.

## Einteilung
Die Bodenfeuchte wird in der Bodenkunde in die Stufen nass, feucht, frisch, dürr und trocken eingeteilt.
- Ein nasser Boden liegt in so geringer Höhe über dem Grundwasser, dass die Bodenfeuchte beim Herausheben des Bodens abläuft. Nach ergiebigen Niederschlägen staut sich das Wasser.
- Ein feuchter Boden gibt beim Zusammendrücken noch Wasser ab.
- Ein frischer Boden besitzt einen mäßigen Wassergehalt, der beim Zusammendrücken nicht abläuft.[1]
- Ein dürrer Boden besitzt kein spürbares, flüssiges Wasser.[2]
- Als trockener Boden wird meist ein Sandboden bezeichnet, dessen einzelne Körner kaum Feuchtigkeit erkennen lassen.

## Extremwerte
Der maximale Wert der Bodenfeuchte wird als Feldkapazität definiert, dies ist die Wassermenge, die ein vollständig mit Wasser gesättigter Boden nach zwei bis drei Tagen Ablaufzeit unter normierten Bedingungen noch halten kann. In den meisten Böden entspricht dies einer Saugspannung von −60 hPa bis −300 hPa.
Der minimale Extremwert der Bodenfeuchte liegt für Pflanzen beim permanenten Welkepunkt (PWP), bei dem Sonnenblumen (Helianthus annuus) und Kiefern (Pinus sylvestris), selbst bei guter Durchwurzelung, dem Boden nicht mehr genug Wasser entziehen können und irreversibel welken. Er wird üblicherweise bei einer Saugspannung von −1,5 MPa (bzw. pF-Wert 4,2) angesetzt.
Die Wasserleitfähigkeit des Bodens ist beim permanenten Welkepunkt so gering, dass die Transpirationsverluste der Pflanze nicht mehr ausgeglichen werden können. Das Porenvolumen des Bodens ist im Bereich der Grobporen und Mittelporen entwässert. Der verbleibende Anteil der Bodenfeuchte, der für die Pflanzen nicht mehr nutzbar ist, wird auch als Totwasser bezeichnet.

## Messmethoden
- Kapazitiver Feuchtigkeitsmesser
- Impedanzspektroskopie[3]
- Feuchtemessung mit Zeitbereichsreflektometrie
- Tensiometer
- Abkühlzeit nach Aufheizung des Sensors (Wärmeleitfähigkeit)